# Drosophila pisonia
Drosophila pisonia är en tvåvingeart som beskrevs av Elmo Hardy och Kaneshiro 1971. Drosophila pisonia ingår i släktet Drosophila och familjen daggflugor.
Artens utbredningsområde är Hawaii.